# Măgirești
Măgirești – wieś w Rumunii, w okręgu Bacău, w gminie Măgirești. W 2011 roku liczyła 1166 mieszkańców.